# 11059 Nulliusinverba
11059 Nulliusinverba è un asteroide della fascia principale. Scoperto nel 1991, presenta un'orbita caratterizzata da un semiasse maggiore pari a 2,5739506 UA e da un'eccentricità di 0,1971503, inclinata di 14,36851° rispetto all'eclittica.